# Demosistō
Demosistō byla prodemokratická politická organizace založená 10. dubna 2016 jako politická strana a následník hnutí Scholarism. Vedli ji Joshua Wong, Oscar Lai a Agnes Chow - bývalí vůdci skupiny Scholarism, spolu s Nathanem Law, bývalým generálním tajemníkem Hongkongské federace studentů (HKFS). Scholarism a HKFS byly dvě studentské aktivistické skupiny, které sehrály zásadní roli v 79denních okupačních protestech známých jako Deštníková revoluce v roce 2014.

## Historie a program strany
Strana byla oficiálně založena 10. dubna 2016. Jejím předsedou se stal bývalý generální tajemník Hongkongské federace studentů Nathan Law, místopředsedou bývalý mluvčí Scholarism Oscar Lai, generálním tajemníkem bývalý zakladatel hnutí Scholarism Joshua Wong a zástupkyní bývalá mluvčí Scholarism Agnes Chow Ting. Mezi zakládající členy strany patřili Shu Kei, děkan filmové a televizní fakulty Hongkongské akademie múzických umění jako člen výkonného výboru strany, učitel Ng Mei-lan a Fermi Wong Wai-fun z Hongkongské unie jako člen týmu Kowloon East.
Demosistō prosazovala referendum o určení suverenity Hongkongu s cílem získat autonomii po roce 2047, kdy má vypršet platnost principu jedna země, dva systémy, jak slibuje čínsko-britská společná deklarace a hongkongský základní zákon. Ve volbách do Zákonodárné rady v roce 2016 získala mandát a její 23letý předseda Nathan Law se stal nejmladším kandidátem, který kdy byl zvolen. V roce 2017 byl Law diskvalifikován ze Zákonodárné rady kvůli kontroverzi při skládání přísahy a byl uvězněn spolu s Alexem Chow, Joshuou Wongem na 8, resp.7 a 6 měsíců za vtrhnutí na Občanské náměstí během Deštníkové revoluce. V únoru 2018 Chow, Law a Wong dosáhli u odvolacího soudu zrušení rozsudků odnětí svobody poté, co pětičlenný soudní senát prohlásil, že tyto rozsudky uplatňují novou normu retroaktivně a nejsou platné.
Po sérii diskvalifikací kandidátů Demosistō přijala strana v lednu 2020 usnesení, že se vzdává prosazování "demokratického sebeurčení Hongkongu."
Joshua Wong, Agnes Chow a Ivan Lam byli odsouzeni k trestům odnětí svobody v délce třinácti a půl měsíce, deseti měsíců a sedmi měsíců. Jejich obvinění souviselo s protestem proti policejní brutalitě, který se konal v červnu 2019 před sídlem hongkongské policie, a sahalo od organizování protestu až po pouhé vykřikování hesel na demonstraci.
Po přijetí hongkongského zákona o národní bezpečnosti vedení strany rezignovalo na své funkce a strana 30. června 2020 ukončila činnost.